# Euphorbia cameronii
Euphorbia cameronii är en törelväxtart som beskrevs av Nicholas Edward Brown. Euphorbia cameronii ingår i släktet törlar, och familjen törelväxter.
Artens utbredningsområde är Somalia. Inga underarter finns listade i Catalogue of Life.